# Anne Caudry
Anne Caudry (Cambrai, 1957. május 28. – Párizs, 1991. augusztus 23.) francia színésznő, a neves író, Georges Bernanos unokája.

## Élete
Anne Caudry Cambrai-ban született. Első filmszerepét Pascal Thomas 1979-es filmjében (Confidences pour confidences) kapta. 1979-től 1987-ig számos tévé és mozifilmben és színpadi darabban szerepelt. Legismertebb szerepe, Louis de Funès 1980-as Molière regényéből megfilmesített, A fösvény című filmjében volt, ahol Marianne karakterét jétszhatta el.

## Halála
Anne Caudry 1991. augusztus 23-án hunyt el Párizsban, halálát HIV vírus okozta. Viszonya volt Rémi Laurent színésszel, aki szintén HIV vírus miatt halt meg két évvel korábban, 1989-ben. Caudry-t a Pellevoisini temetőben helyezték végső nyugalomba nagyapja, Georges Bernanos, sírjának a közelében.

## Fontosabb filmjei
- Egyesek és mások  (Les uns et les autres) (1981) - Éva lánya
- Szamárbőr(wd) (La Peau de chagrin) (TV-film) (1980) - Pauliné (magyar hangja: Jani Ildikó)
- Tűz a vízen (Le feu dans le au) (1980) - Jeanne (magyar hangja: Kováts Adél)
- A fösvény (L'avare) (1980) - Marianne (magyar hangja: Kisfalvi Krisztina)
- Confidences pour confidences (1979) - Brigitte

## Fordítás
- Ez a szócikk részben vagy egészben  az   Anne Caudry című francia Wikipédia-szócikk fordításán alapul.  Az eredeti cikk szerkesztőit annak laptörténete sorolja fel. Ez a jelzés csupán a megfogalmazás eredetét és a szerzői jogokat jelzi, nem szolgál a cikkben szereplő információk forrásmegjelöléseként.